# Samia leopoldi
Samia leopoldi är en fjärilsart som beskrevs av Le Cerf 1933. Samia leopoldi ingår i släktet Samia och familjen påfågelsspinnare. Inga underarter finns listade.